# Сушеви
Сушеви (пол. Suszewy) — село в Польщі, у гміні Сомпольно Конінського повіту Великопольського воєводства.
У 1975—1998 роках село належало до Конінського воєводства.